# Kuujjuarapik

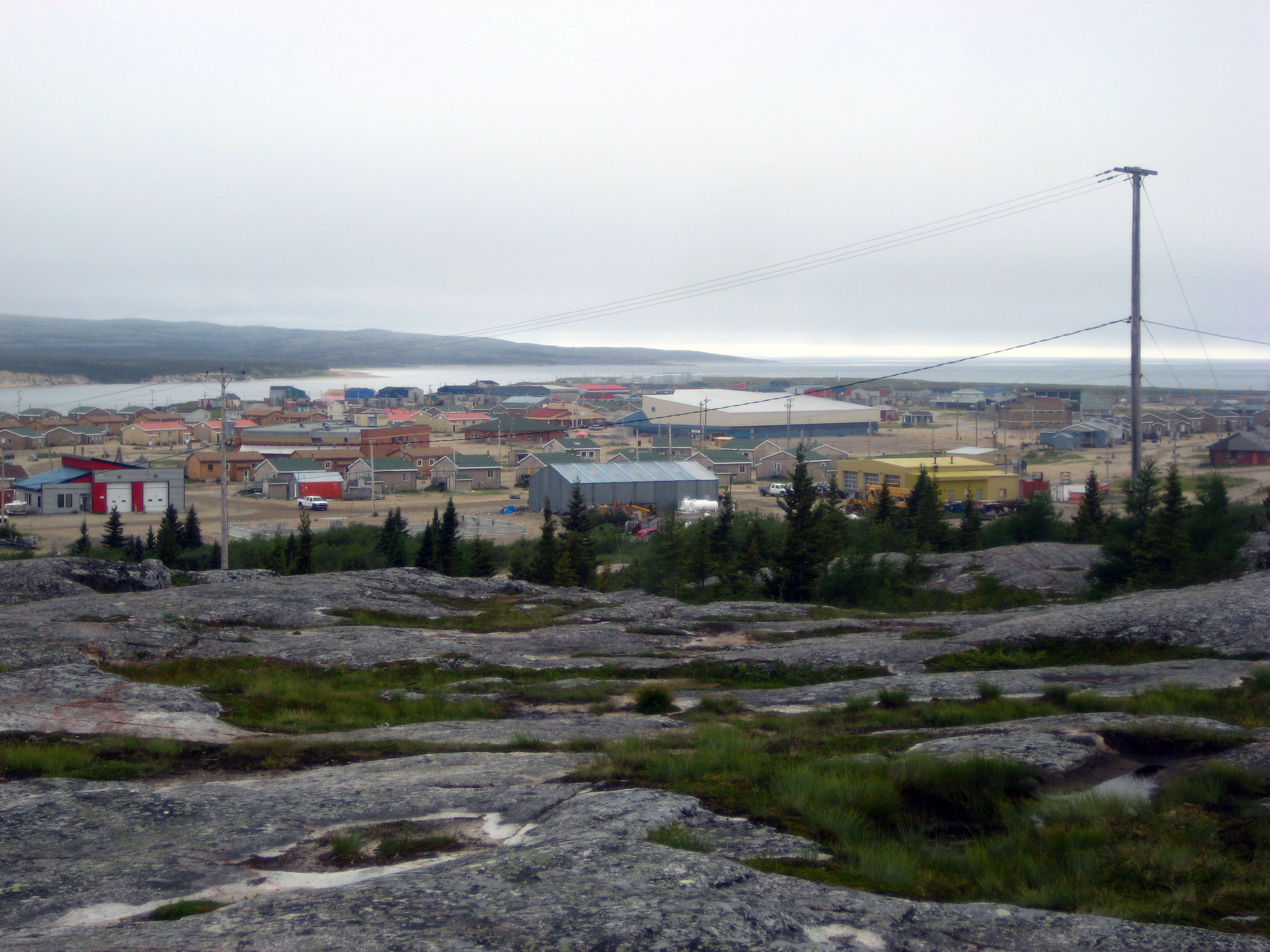
Vista parcial de la villa desde las colinas por el este.

Kuujjuarapik (Pequeño gran río en inuktitut) es la villa inuit que se encuentra en el extremo sur de la boca del río Great Whale (en francés: Grande Rivière de la Baleine) en la costa de la bahía Hudson en Nunavik, Quebec, Canadá. Allí habitan unas 800 personas, principalmente Cree, que viven en la villa vecina de Whapmagoostui. La comunidad solo es accesible mediante transporte aéreo (Aeropuerto de Kuujjuarapik) y a finales del verano por vía marítima. La villa inuit vecina más próxima es Umiujaq, a unos 160 km al nornoroeste de Kuujjuarapik.
Aunque la coexistencia de los pueblos inuit y crees en la boca del río Great Whale solo se remonta al año 1950, las dos naciones poseen una larga historia de vecindad; los inuit en las zonas próximas a la costa y los crees en zonas tierra adentro.

## Historia
Si bien los Inuit han cazado y pescado a lo largo de la costa de la bahía Hudson desde mucho antes que llegaran los europeos, no fue sino hasta 1820 cuando se construyó aquí un puesto comercial de la Hudson's Bay Company, el mismo fue conocido como la casa del río Great Whale, Río Great Whale o Great Whale a secas. En mapas de 1851 y 1854, el puesto es identificado como Casa Whale River y Casa Whale. En este sitio en la década de 1880 se establecieron misiones protestantes y católicas. En 1895, el gobierno Federal instaló allí una estación meteorológica. Durante la primera mitad del siglo XX se instalaron una delegación de policía y un servicio médico. Aun así solo era utilizado como un campamento temporario de verano.

## Clima
| Parámetros climáticos promedio de Kuujjuarapik (1981-2010) | Parámetros climáticos promedio de Kuujjuarapik (1981-2010) | Parámetros climáticos promedio de Kuujjuarapik (1981-2010) | Parámetros climáticos promedio de Kuujjuarapik (1981-2010) | Parámetros climáticos promedio de Kuujjuarapik (1981-2010) | Parámetros climáticos promedio de Kuujjuarapik (1981-2010) | Parámetros climáticos promedio de Kuujjuarapik (1981-2010) | Parámetros climáticos promedio de Kuujjuarapik (1981-2010) | Parámetros climáticos promedio de Kuujjuarapik (1981-2010) | Parámetros climáticos promedio de Kuujjuarapik (1981-2010) | Parámetros climáticos promedio de Kuujjuarapik (1981-2010) | Parámetros climáticos promedio de Kuujjuarapik (1981-2010) | Parámetros climáticos promedio de Kuujjuarapik (1981-2010) | Parámetros climáticos promedio de Kuujjuarapik (1981-2010) |
| Mes                                                        | Ene.                                                       | Feb.                                                       | Mar.                                                       | Abr.                                                       | May.                                                       | Jun.                                                       | Jul.                                                       | Ago.                                                       | Sep.                                                       | Oct.                                                       | Nov.                                                       | Dic.                                                       | Anual                                                      |
| ---------------------------------------------------------- | ---------------------------------------------------------- | ---------------------------------------------------------- | ---------------------------------------------------------- | ---------------------------------------------------------- | ---------------------------------------------------------- | ---------------------------------------------------------- | ---------------------------------------------------------- | ---------------------------------------------------------- | ---------------------------------------------------------- | ---------------------------------------------------------- | ---------------------------------------------------------- | ---------------------------------------------------------- | ---------------------------------------------------------- |
| Temp. máx. abs. (°C)                                       | 3.3                                                        | 9.4                                                        | 12.1                                                       | 21.9                                                       | 32.0                                                       | 33.9                                                       | 37.0                                                       | 33.3                                                       | 33.9                                                       | 23.9                                                       | 11.8                                                       | 7.2                                                        | 37.0                                                       |
| Temp. máx. media (°C)                                      | -18.7                                                      | -17.5                                                      | -10.8                                                      | -2.0                                                       | 6.2                                                        | 12.4                                                       | 15.9                                                       | 16.1                                                       | 11.2                                                       | 5.1                                                        | -2.1                                                       | -11.1                                                      | 0.4                                                        |
| Temp. media (°C)                                           | −23.3                                                      | −22.9                                                      | −16.7                                                      | -7.2                                                       | 1.6                                                        | 7.2                                                        | 11.1                                                       | 11.8                                                       | 8.0                                                        | 2.4                                                        | -4.9                                                       | −15.0                                                      | -4.0                                                       |
| Temp. mín. media (°C)                                      | -27.8                                                      | -28.3                                                      | -22.6                                                      | -12.3                                                      | -3.0                                                       | 2.0                                                        | 6.2                                                        | 7.6                                                        | 4.7                                                        | -0.3                                                       | -7.6                                                       | -18.7                                                      | -8.3                                                       |
| Temp. mín. abs. (°C)                                       | -49.4                                                      | -48.9                                                      | -45.0                                                      | -33.9                                                      | -25.0                                                      | -7.8                                                       | -2.2                                                       | -1.1                                                       | -6.1                                                       | -15.0                                                      | -28.9                                                      | -46.1                                                      | -49.4                                                      |
| Precipitación total (mm)                                   | 27.9                                                       | 22.7                                                       | 23.2                                                       | 23.7                                                       | 33.5                                                       | 59.6                                                       | 75.8                                                       | 91.6                                                       | 109.3                                                      | 81.6                                                       | 65.9                                                       | 46.1                                                       | 660.8                                                      |
| Lluvias (mm)                                               | 0.05                                                       | 0.64                                                       | 2.1                                                        | 6.9                                                        | 19.9                                                       | 55.1                                                       | 75.9                                                       | 91.6                                                       | 106.5                                                      | 53.4                                                       | 9.4                                                        | 0.65                                                       | 422.0                                                      |
| Nevadas (cm)                                               | 29.3                                                       | 22.8                                                       | 22.1                                                       | 17.3                                                       | 14.3                                                       | 4.4                                                        | 0.0                                                        | 0.0                                                        | 2.9                                                        | 29.4                                                       | 58.5                                                       | 47.9                                                       | 248.8                                                      |
| Días de precipitaciones (≥ 0.2 mm)                         | 17.2                                                       | 14.0                                                       | 12.7                                                       | 11.3                                                       | 12.2                                                       | 12.1                                                       | 13.9                                                       | 16.5                                                       | 20.8                                                       | 21.6                                                       | 22.0                                                       | 21.3                                                       | 195.5                                                      |
| Días de lluvias (≥ 0.2 mm)                                 | 0.17                                                       | 0.38                                                       | 1.0                                                        | 3.2                                                        | 6.9                                                        | 10.6                                                       | 13.9                                                       | 16.5                                                       | 20.0                                                       | 14.1                                                       | 3.6                                                        | 0.41                                                       | 90.9                                                       |
| Días de nevadas (≥ 0.2 cm)                                 | 17.2                                                       | 13.9                                                       | 12.5                                                       | 9.6                                                        | 7.0                                                        | 2.8                                                        | 0.0                                                        | 0.0                                                        | 2.0                                                        | 12.1                                                       | 20.6                                                       | 21.2                                                       | 118.9                                                      |
| Horas de sol                                               | 71.7                                                       | 112.7                                                      | 155.8                                                      | 165.2                                                      | 166.4                                                      | 205.0                                                      | 213.5                                                      | 163.7                                                      | 81.8                                                       | 64.4                                                       | 34.2                                                       | 40.0                                                       | 1474.3                                                     |
| Fuente: Environment Canada                                 |                                                            |                                                            |                                                            |                                                            |                                                            |                                                            |                                                            |                                                            |                                                            |                                                            |                                                            |                                                            |                                                            |